# Sao neutron
Sao neutron là một dạng trong vài khả năng kết thúc của quá trình tiến hoá sao. Một sao neutron được hình thành từ suy sụp hấp dẫn ở nhân của một sao siêu khổng lồ (khối lượng gấp khoảng 10-25 lần mặt trời) sau các vụ nổ siêu tân tinh Kiểu II hay Kiểu Ib hay Kiểu Ic.
Các ngôi sao đặc mà có khối lượng nhỏ hơn giới hạn Chandrasekhar (khoảng 1,44 lần khối lượng Mặt Trời) là những sao lùn trắng; nhân của một sao siêu khổng lồ sau khi suy sụp hấp dẫn mà có khối lượng lớn hơn giới hạn Tolman-Oppenheimer-Volkoff (khoảng 1,5 đến 3 lần khối lượng Mặt Trời), sẽ dẫn tới sự hình thành hố đen.
Một ngôi sao neutron thông thường có khối lượng nằm giữa giới hạn Chandrasekhar và giới hạn Tolman-Oppenheimer-Volkoff.

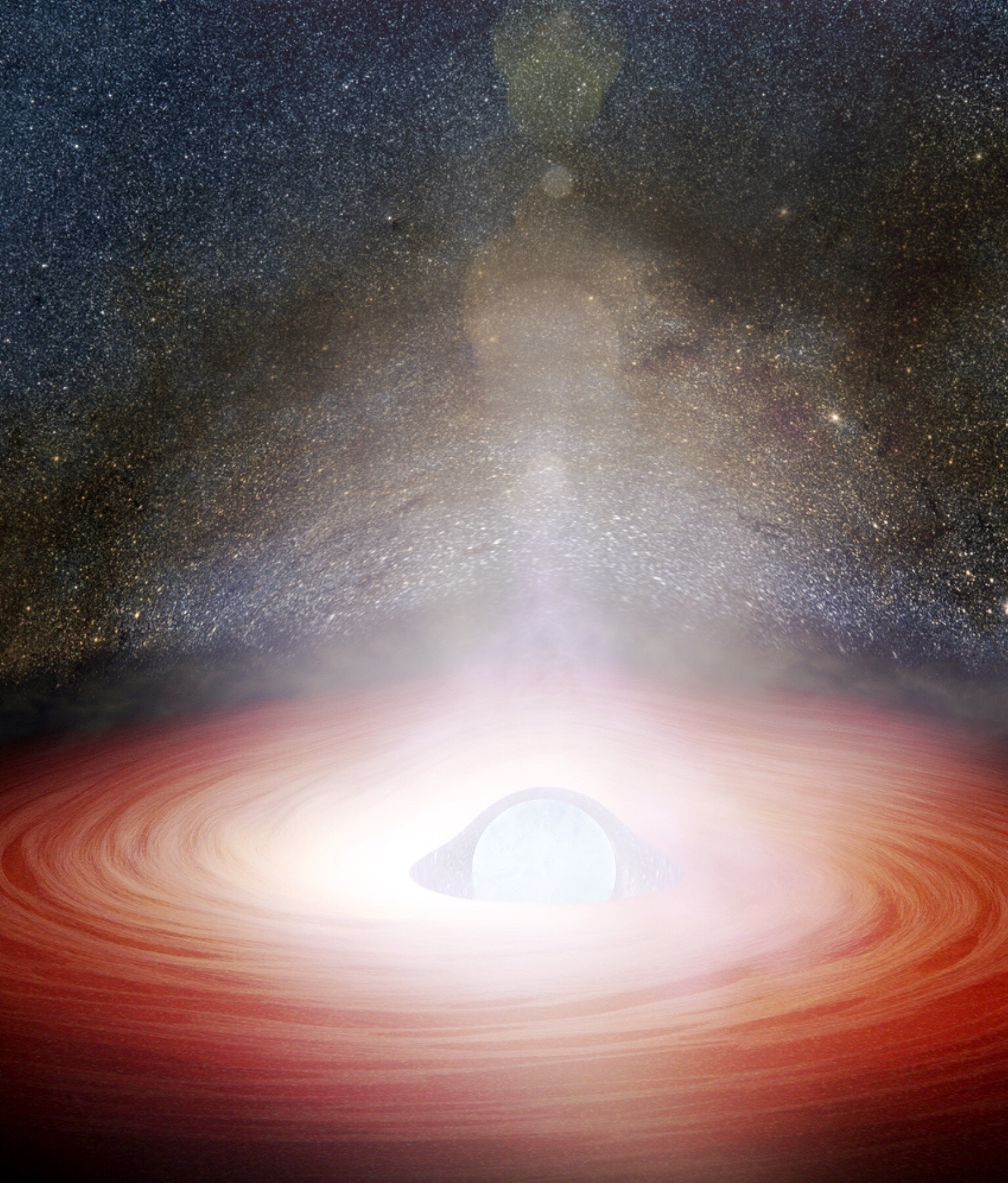
Minh họa sao neutron trên phần mềm Celestia.

## Lịch sử khám phá
Năm 1932, James Chadwick khám phá neutron là một hạt cơ bản, và được trao Giải Nobel Vật lý năm 1935.
Năm 1933, Walter Baade và Fritz Zwicky đưa ra giả thuyết về sự tồn tại của sao neutron, chỉ một năm sau khi Chadwick khám phá ra neutron. Trong khi tìm cách giải thích nguồn gốc một siêu tân tinh, họ đã cho rằng sao neutron được hình thành trong một siêu tân tinh. Các siêu tân tinh thường bất ngờ xuất hiện như những ngôi sao mới trên bầu trời, độ sáng quang học của chúng có thể lớn hơn toàn bộ ngân hà trong nhiều ngày tới nhiều tuần. Baade và Zwicky khi ấy đã đưa ra giả thuyết rằng sự giải phóng thế năng trọng trường của các sao neutron đã tạo ra năng lượng cho các siêu tân tinh: "Trong quá trình hình thành siêu tân tinh, vật chất chuyển hóa thành năng lượng tỏa ra bên ngoài". Lấy ví dụ, nếu phần trung tâm của một ngôi sao lớn trước khi nó sụp đổ có khối lượng 3 lần khối lượng Mặt Trời, thì một ngôi sao neutron với khối lượng cỡ hai lần Mặt Trời có thể được hình thành sau khi sụp đổ. Phần năng lượng E tỏa ra bên ngoài thu được từ chênh lệch khối lượng, theo công thức E=mc², tương đương với khối lượng Mặt Trời. Chính năng lượng này đã được cung cấp cho siêu tân tinh.
Năm 1967, Jocelyn Bell và Anthony Hewish khám phá ra các xung radio từ một pulsar, sau này được coi là phát ra từ một ngôi sao neutron biệt lập, quay. Nguồn năng lượng là năng lượng quay của sao neutron. Đa số các ngôi sao neutron từng được biết tới đều ở dạng này.
Năm 1971, Riccardo Giacconi, Herbert Gursky, Ed Kellogg, R. Levinson, E. Schreier, và H. Tananbaum khám phá ra các xung 4.8 giây ở một nguồn tia X tại chòm sao Centaurus, Cen X-3. Họ cho rằng nó xuất phát từ một ngôi sao neutron nóng đang quay trên một quỹ đạo quanh ngôi sao khác. Nguồn năng lượng là năng lượng hấp dẫn và có được nhờ số lượng khí rơi vào bề mặt sao neutron.

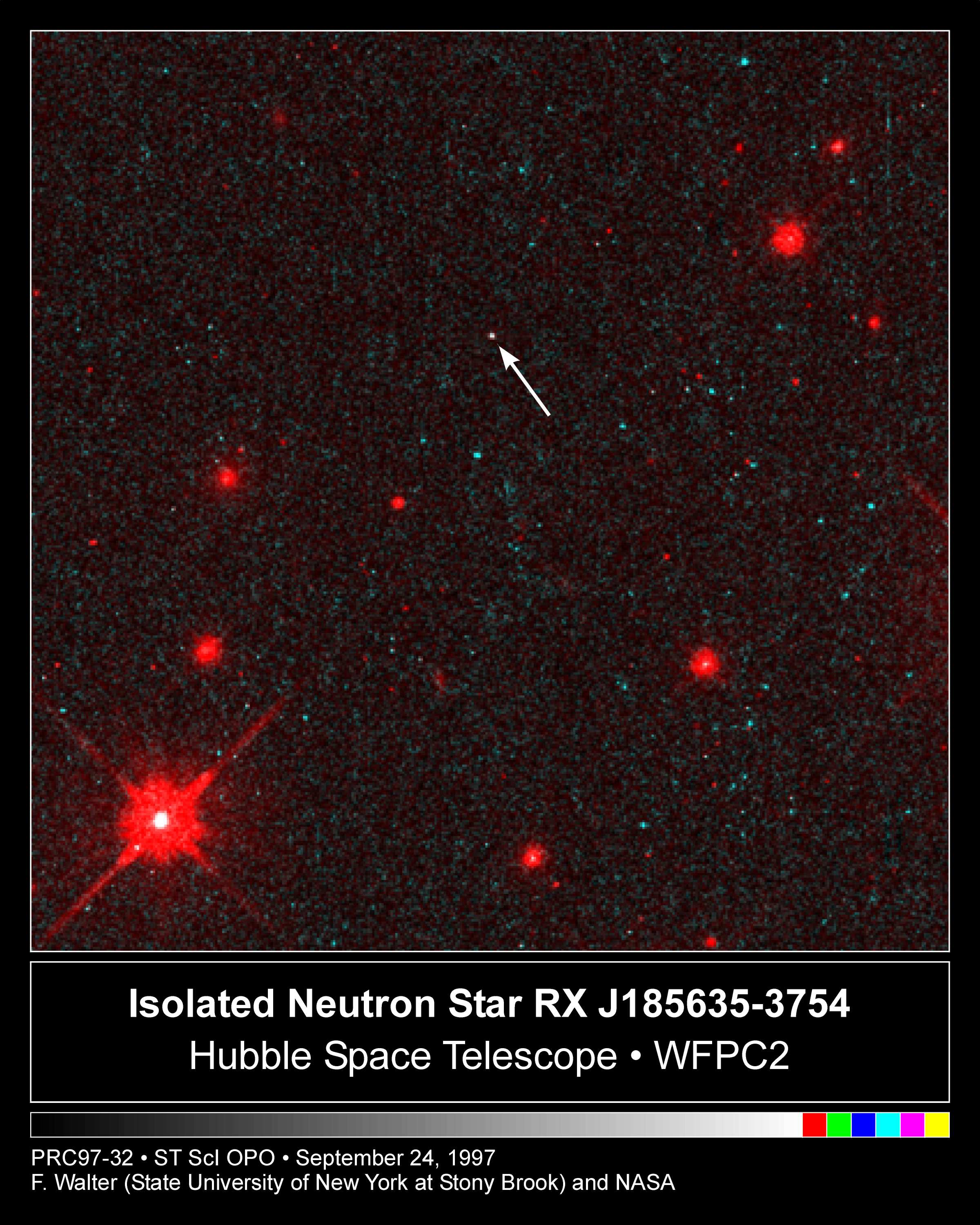
Sao neutron RX J185635-3754 chụp bởi kính thiên văn Hubble năm 1997.

## Đặc điểm chung

### Mật độ
Trong khi có khối lượng từ 1,35 đến 2,1 lần khối lượng Mặt Trời, các sao neutron lại có bán kính tương ứng là từ 10 đến 20 kilômét (các sao neutron có bán kính nhỏ hơn thì có khối lượng lớn hơn) — nhỏ hơn Mặt Trời từ 30.000 đến 70.000 lần. Vì thế, các ngôi sao neutron có mật độ 8×1013 đến 2×1015 gam/cm³ (80 triệu tấn đến 2 tỉ tấn/cm³), tương đương với mật độ của một hạt nhân nguyên tử.
Mật độ lớn của ngôi sao neutron cũng làm cho nó có sức hút bề mặt từ 2×1011 đến 3×1012 (từ hai trăm tỉ đến ba nghìn tỉ) lần mạnh hơn sức hút của Trái Đất.
Có thể hình dung nếu ta đội một chiếc mũ trên đầu, ở hành tinh xanh của chúng ta nó chỉ nặng 500 g thì trên sao Neutron một chiếc mũ có cùng kích thước sẽ nặng một trăm triệu tấn! Trong khi đó cả con tàu Titanic và các hành khách trên đó chỉ nặng xấp xỉ một trăm nghìn tấn-nghĩa là chiếc mũ kia nặng bằng cả hàng nghìn con tàu. Chiếc mũ sẽ nhanh chóng đè bẹp chúng ta thành một lớp mỏng. Hoặc ví dụ nếu có một ngôi sao neutron ngay cạnh Trái Đất thì đó là điểm đánh dấu sự kết thúc hủy diệt của cả nhân loại (nên có thể nói sao neutron là một con quái vật của vũ trụ) không ai có thể sống sót.
Một trong những cách đo lực hấp dẫn là tốc độ thoát, tốc độ cần thiết để một vật thể thoát khỏi trường hấp dẫn để bay vào khoảng không vô tận. Đối với một ngôi sao neutron, tốc độ thoát như vậy thường lớn hơn 150.000 km/s (với Trái Đất giá trị này vào khoảng 11,2 km/s), khoảng ½ vận tốc ánh sáng. Trái lại, một vật thể rơi vào bề mặt của một ngôi sao neutron sẽ lao vào ngôi sao với tốc độ 150.000 km/s. Nói theo cách dễ hiểu hơn, nếu một người bình thường lao vào một ngôi sao neutron, anh ta sẽ va chạm với bề mặt sao neutron với một lượng năng lượng khoảng 200 megaton (gấp bốn lần năng lượng do Tsar Bomba, vũ khí hạt nhân lớn nhất từng được chế tạo sản sinh ra).
Gia tốc rơi tự do tại các ngôi sao này vào khoảng vài 1012m/s² hay vài trăm triệu km/s², nghĩa là chỉ cần khoảng một phần nghìn giây để tăng tốc lên 100.000 km/s.

### Tốc độ quay
Các sao neutron đều có đặc điểm chung là quay rất nhanh ngay sau khi hình thành. Chúng giữ lại phần lớn mô men động lượng của ngôi sao ban đầu, theo định luật bảo toàn mômen động lượng, nhưng có bán kính chỉ bằng một phần nhỏ so với bán kính sao ban đầu. Mô men quán tính và khối lượng không đổi làm cho tốc độ quay tăng lên một giá trị rất lớn; giống như một người trượt băng thu tay hoặc chân lại, tốc độ quay chậm ban đầu của lõi sao tăng dần lên khi nó co lại. Một ngôi sao neutron mới ra đời có thể quay một vòng trong khoảng từ 1/700 của giây cho đến 30 giây.
Cùng với thời gian, sao neutron dần quay chậm lại vì các từ trường quay của chúng phát ra năng lượng; các ngôi sao neutron già có thể phải mất tới nhiều giây cho mỗi vòng quay. Tỷ lệ giảm tốc độ quay của các ngôi sao neutron thường liên tục và rất nhỏ: các tỷ lệ đã được quan sát thấy ở trong khoảng 10−10 và 10−21 giây cho mỗi vòng quay. Nói theo cách khác, tỷ lệ giảm tiêu biểu là 10−15 giây mỗi vòng, có nghĩa một ngôi sao neutron đang quay với tốc độ 1 giây sẽ quay với tốc độ 1,000003 sau một thế kỷ, hay 1,03 giây sau 5 triệu năm.
Thỉnh thoảng một ngôi sao neutron sẽ trải qua tình trạng quay không đều, thường là một sự tăng tốc độ quay nhanh chóng và bất ngờ. Các đợt quay không đều được cho do các cơn chấn động, thay đổi đột ngột mômen quán tính của sao, do đứt gãy liên kết giữa lớp siêu lỏng bên trong và lớn vỏ cứng bên ngoài.

### Từ trường
Các sao neutron thường có từ trường—khoảng 1012 lần lớn hơn từ trường Trái Đất.

### Cấu trúc

Một kiểu cấu trúc bên trong của sao neutron

Những hiểu biết hiện tại về cấu trúc của các sao neutron được xác định bởi các mô hình toán học đã biết, tất nhiên vẫn cần sửa đổi thêm. Dựa trên các mô hình hiện tại, vật chất tại bề mặt một ngôi sao neutron gồm các hạt nhân nguyên tử thông thường cũng như các electron. "Khí quyển" sao dày gần một mét, bên dưới nó là một lớp "vỏ cứng", có giả thuyết cho rằng độ cứng đó có thể gấp 10 tỷ lần so với thép thông thường. Tiếp tục đi sâu vào trong, có các nguyên tử với số lượng neutron ngày càng tăng; các nguyên tử đó, nếu trên Trái Đất sẽ nhanh chóng phân rã, nhưng ở đây được giữ ổn định bởi áp suất cực lớn. Sâu hơn bên trong, tới một điểm được gọi là đường thoát neutron nơi các neutron tự do thoát ra ngoài nguyên tử. Tại vùng này có các nguyên tử, electron tự do, và các neutron tự do. Nguyên tử ngày càng nhỏ thêm cho tới lõi, theo định nghĩa là điểm nơi chúng hoàn toàn biến mất. Trạng thái tự nhiên của vật chất siêu đặc tại lõi sao hiện vẫn chưa được hiểu rõ. Trong khoa học viễn tưởng và trong văn hóa đại chúng, nơi này thường được gọi là neutronium, tuy nhiên nó lại hiếm khi được sử dụng trong các ấn phẩm khoa học, vì sự mơ hồ về nghĩa. Thuật ngữ vật chất neutron thoái hoá thỉnh thoảng cũng được sử dụng, dù nó kết hợp cả các nghĩa về trạng thái của vật chất lõi sao neutron. Vật chất lõi sao neutron có thể là một hỗn hợp siêu lỏng của neutron với một ít proton và electron, hay nó có thể kết hợp với các hạt năng lượng cao như pion và kaon, hay nó có thể là hỗn hợp của vật chất lạ cùng với các hạt quark nặng hơn quark trên và quark dưới, hay nó có thể là vật chất quark không biến thành hadron. Tuy nhiên, các cuộc quan sát vẫn chưa chứng minh được kiểu vật chất thực sự nào hiện diện tại đó.

## Đặc điểm riêng và phân loại
Một số sao neutron có những đặc điểm riêng và mang các tên gọi theo đặc điểm của chúng.

### Trong hệ sao đôi
Bùng nổ tia gamma là dạng một sao neutron bay trong cùng hệ sao đôi với một sao khối lượng nhỏ. Lúc đó vật chất của ngôi sao nhỏ này bị hút về phía sao neutron gây nên những vụ nổ bùng bất thường của năng lượng từ bề mặt ngôi sao neutron. Hai sao có thể tăng tốc độ quay quanh lẫn nhau lên hàng nghìn vòng một giây, bị bóp méo để trở thành một hình cầu dẹt dù trọng lực to lớn của chúng (tạo nên các chỗ lồi xích đạo).

### Sao xung
Các sao neutron có thể phát ra các xung bức xạ điện từ vì sự tăng tốc hạt gần các cực từ trường, các cực này không trùng với trục quay của ngôi sao. Thông qua các cơ cấu mà chúng ta còn chưa hiểu rõ, các hạt đó tạo ra các chùm bức xạ radio đồng pha. Người quan sát từ bên ngoài thấy các chùm tia đó lướt qua như các xung mỗi khi cực từ trường quét qua đường quan sát. Các xung đó có cùng chu kỳ với chu kỳ quay của ngôi sao. Các ngôi sao neutron phát ra các xung như vậy được gọi là sao xung.
Khi các pulsar lần đầu tiên được phát hiện, tỷ lệ phát xung radio nhanh (khoảng 1 giây, là điều bất thường đối với thiên văn học thập kỷ 1960) và được coi một cách khá nghiêm túc là được tạo ra bởi văn minh ngoài Trái Đất, sau này được gọi đùa là LGM-1, viết tắt của chữ tiếng Anh "Little Green Men" ("Người Xanh Nhỏ", hình dạng của người ngoài Trái Đất trong một số truyện khoa học viễn tưởng). Sự phát hiện thêm nhiều pulsar trải khắp bầu trời với những chu kỳ quay khác nhau nhanh chóng bác bỏ giả thuyết này. Việc phát hiện ra pulsar nằm trong tàn dư siêu tân tinh Vela, nhanh chóng được tiếp nối bởi những khám phá sâu hơn nữa về một pulsar có vẻ đang cung cấp năng lượng cho Tinh vân Con Cua, tạo ra những cuộc tranh cãi về việc giải thích sao neutron.

### Sao từ
Ngoài ra các loại trên, còn có loại sao neutron có từ trường cực mạnh gọi là sao từ. Chúng có từ trường khoảng 100 gigatesla, đủ mạnh để quét sạch dữ liệu thẻ tín dụng trên toàn thế giới từ khoảng cách bằng nửa khoảng cách từ Trái Đất đến Mặt Trăng. Để so sánh, từ trường tự nhiên của Trái Đất khoảng 60 microtesla. Một nam châm đất hiếm sử dụng neodym có từ trường khoảng một tesla, và đa số các thiết bị lưu trữ dữ liệu dùng vật liệu có từ tính hiện nay có thể bị xóa với khoảng vài militesla.
Các sao từ thỉnh thoảng gây ra các vụ nổ bùng tia X. Khoảng một lần mỗi thập kỷ, một sao từ ở đâu đó trong thiên hà tạo ra sự lóe bùng tia gamma lớn. Các sao từ có chu kỳ quay dài, thường từ 5 đến 12 giây, bởi các từ trường mạnh của chúng khiến tốc độ quay chậm lại.
Một số sao từ được quan sát như các nguồn xung gamma mềm.

### Sách tham khảo
- Norman K. Glendenning, R. Kippenhahn, I. Appenzeller, G. Borner, M. Harwit (2000). Compact Stars: Nuclear Physics, Particle Physics, and General Relativity (ấn bản thứ 2). Springer. ISBN 978-0387989778.{{Chú thích sách}}:  Quản lý CS1: nhiều tên: danh sách tác giả (liên kết)